# Queen's First E.P.
Queen's First E.P. es el primer EP de la banda británica Queen. Publicada el 20 de mayo de 1977 por EMI Records. El álbum consiste de cuatro canciones, una de cada uno de sus cuatro más recientes álbumes en ese punto, con "Good Old-Fashioned Lover Boy" como el sencillo principal.

## Vídeo musical
En 1977, Queen filmó un vídeo promocional para "Good Old-Fashioned Lover Boy" en Top of the Pops studios. El vídeo musical presenta un arreglo drásticamente diferente de la canción.

## Rendimiento comercial
Queen's First E.P. entró en el UK Singles Chart en el número 36 el 4 de junio de 1977, alcanzando el número 17 a inicios de julio.

## Lanzamiento y recepción
Jim Allen de AllMusic escribió que Queen's First E.P. "es un encuentro de cuatro canciones presentando una pieza de A Night at the Opera, A Day at the Races, Sheer Heart Attack, y Queen II. "Tenement Funster", cantada por Roger Taylor, es una porción de Bowie-ish glam rock. "White Queen" es una épica balada progresiva. "Good Old-Fashioned Lover Boy" toca el lado suave, music hall de Queen, y la escabrosa hard rock "Death on Two Legs" encuentra la banda mostrando un poco sus colmillos."
Queen's First E.P. fue reeditada en CD en 1998 para el CD Single box set a través de Parlophone Records. En noviembre del 2008, fue hecha disponible como parte de la edición limitada del CD box set The Singles Collection Volume 1.
El 18 de abril de 2009, el EP fue publicado en vinilo como parte del Record Store Day 2009.

## Lista de canciones
Todas las voces principales por Freddie Mercury, excepto "Tenement Funster" cantada por Roger Taylor.
| Cara uno |                                |                 |          |  |
| N.º      | Título                         | Escritor(es)    | Duración |  |
| 1.       | «Good Old-Fashioned Lover Boy» | Freddie Mercury | 2:53     |  |
| 2.       | «Death on Two Legs»            | Mercury         | 3:43     |  |
| 6:36     |                                |                 |          |  |

| Cara dos |                             |              |          |  |
| N.º      | Título                      | Escritor(es) | Duración |  |
| 1.       | «Tenement Funster»          | Roger Taylor | 2:48     |  |
| 2.       | «White Queen (As It Began)» | Brian May    | 4:35     |  |
| 7:23     |                             |              |          |  |

## Posicionamiento
| Gráfica (1977)                | Pico de posición |
| ----------------------------- | ---------------- |
| Reino Unido (UK Albums Chart) | 17               |